# Республиканский референдум в Греции (1924)
Референдум о провозглашении республики в Греции состоялся 13 апреля 1924 года. Он последовал за катастрофическим исходом кампании в Малой Азии. 
В сентябре 1923 года по стране началось антиправительственное восстание, охватившее сухопутные войска и военно-морской флот. Восставшие требовали отречения короля, ликвидации парламента и формирование новых органов власти. Через месяц состоялся неудавшийся путч роялистов-офицеров, провал которого дискредитировал монархию в глазах населения.
В результате военного поражения и давления со стороны военных король Константин I был вынужден отречься от престола (27 сентября 1922 года) в пользу своего сына, короля Георга II. Сам король Георг II позже уехал в изгнание в Румынию, где проживала его жена Елизавета Румынская, в то время как правительство обсуждало судьбу монархии. 
В конце концов, был объявлен плебисцит. Этот референдум, последовавший за возвращением к власти Константина I в 1920 году, отражал колеблющуюся природу греческого электората и господство либеральных и республиканских венизелистов в греческой политике, которые в итоге и упразднили монархию. 
25 марта 1924 года была провозглашена Вторая Греческая республика. Премьер-министр социалист Александрос Папанастасиу поддержал голосование за республику, в то время как Венизелос занял нейтральную позицию. 

## Результаты
| Выбор                                        | Голоса    | %    |
| -------------------------------------------- | --------- | ---- |
| За                                           | 758,472   | 70.0 |
| Против                                       | 325,322   | 30.0 |
| Недействительных/пустых бюллетеней           | 291       | –    |
| Всего                                        | 1,084,085 | 100  |
| Источник: Dieter Nohlen, Philip Stöver, 2010 |           |      |